# Big Boy (EP Sergio Sylvestre)
| Recensione     | Giudizio |
| -------------- | -------- |
| aLLMusicItalia |          |

Big Boy è il primo EP del cantante statunitense Sergio Sylvestre, pubblicato il 20 maggio 2016 dalla Sony Music.

## Il disco
Anticipato dal singolo omonimo, l'EP contiene altri tre brani inediti e quattro cover.

## Tracce
1. Big Boy – 3:29 (Ermal Meta)
2. Ashes – 2:59
3. Save Me – 3:09
4. No Goodbye – 3:03 (Ermal Meta)
5. Say Something – 3:49 – originariamente interpretata dai A Great Big World
6. Take Me to Church – 4:00 – originariamente interpretata da Hozier
7. Cheating – 3:35 – originariamente interpretata da John Newman
8. Hello – 4:58 – originariamente interpretata da Adele

## Classifiche
| Classifica (2016) | Posizione massima |
| ----------------- | ----------------- |
| Italia            | 1                 |